# Shooting Dogs
Shooting Dogs é um filme teuto-britânico de 2005, do gênero drama, dirigido por Michael Caton-Jones, baseado no caso real do genocídio ocorrido em 1994 na Escola Técnica Oficial, em Kigali, Ruanda.